# Gulanly
 Gulanly è la città capoluogo del distretto di Oguzhan, situato nella provincia di Mary, in Turkmenistan. 